# مهدی آهویی
مهدی آهویی (متولد ۱۳۵۶ در تهران) پژوهشگر ایرانی حوزه علوم سیاسی و روابط بین‌الملل، استادیار دانشکده مطالعات جهان دانشگاه تهران، عضو پیوسته گروه مطالعات ایران این دانشگاه و معاون پژوهشی بنیاد ایرانشناسی در تهران است. او دوره کارشناسی را در دانشکده روابط بین‌الملل وزارت امور خارجه، کارشناسی ارشد را در دانشگاه ژنو و دوره دکتری را در مؤسسه عالی ژنو گذرانده‌است.
او همچنین به عنوان روانکاو فعالیت حرفه ای دارد.  